# Brandon Soo Hoo
Brandon Soo Hoo (nacido el 2 de noviembre de 1995) es un actor y artista marcial estadounidense conocido por interpretar a Tran en la película Tropic Thunder de 2008 y por su papel regular en la serie de comedia Incredible Crew de Cartoon Network. Soo Hoo interpretó a Scott Fuller en la serie dramática de terror de El Rey From Dusk till Dawn: The Series, basada en la película del mismo nombre.

## Primeros años
Brandon Soo Hoo nació en Pasadena, California, el 2 de noviembre de 1995. Es de ascendencia china.

## Carrera
Brandon comenzó su carrera como actor a la edad de 10 años, cuando apareció en comerciales de televisión de Toys "R" Us, Land Rover y ExxonMobil. En 2007, tuvo un papel menor en Sesame Street. Soo Hoo hizo su debut cinematográfico en la película de comedia Tropic Thunder (2008) de Ben Stiller, interpretando el papel de Tran, un joven líder de la pandilla Flaming Dragon; ganó un Premios Young Artist por su actuación. En 2009, interpretó a Young Storm Shadow en la película de acción G.I. Joe: The Rise of Cobra, y nuevamente fue nominado a un premio Young Artist por su actuación.
Soo Hoo fue estrella invitada en la serie de comedia de NBC My Name is Earl y en la comedia de Fox Hasta que la muerte nos separe. En 2010, tuvo un papel protagonista invitado en la serie de comedia Community de NBC. Soo Hoo luego tuvo un papel recurrente como Connor en Supah Ninjas de Nickelodeon. En 2013, coprotagonizó como Fly Molo en la película de ciencia ficción El juego de Ender, junto a Harrison Ford, Ben Kingsley y Asa Butterfield. Soo Hoo entonces era parte del elenco regular de la serie de comedia Incredible Crew de Cartoon Network, creada por Nick Cannon.
De 2014 a 2016, interpretó a Scott Fuller en la serie dramática de terror de El Rey From Dusk till Dawn: The Series, una adaptación televisiva de la película de Robert Rodríguez del mismo nombre. En 2015, interpretó a Seth en la película Everything Before Us. En 2016, prestó su voz a Garfield Logan / Beast Boy en la película animada directa a video de DC Comics Justice League vs. Teen Titans.
En septiembre de 2018, apareció en un vídeo de Wong Fu Production Asian Bachelorette 2, una secuela de Asian Bachelorette.
En 2023, Soo Hoo fue elegido para desempeñar el papel principal en la serie animada de Netflix Mech Cadets.

## Vida personal
Soo Hoo es practicante de taekwondo.

## Filmografía

### Películas
| Año  | Título                          | Papel              | Notas |
| ---- | ------------------------------- | ------------------ | ----- |
| 2008 | Tropic Thunder                  | Tran               |       |
| 2009 | G.I. Joe: The Rise of Cobra     | Joven Storm Shadow |       |
| 2013 | El juego de Ender               | Fly Molo           |       |
| 2015 | Everything Before Us            | Seth               |       |
| 2016 | Justice League vs. Teen Titans  | Beast Boy          | Voz   |
| 2016 | Bedeviled                       | Dan                |       |
| 2017 | Teen Titans: The Judas Contract | Beast Boy          | Voz   |
| 2021 | Music                           | Tanner             |       |
| 2021 | Let Us In                       | Luke               |       |
| 2021 | The Disappearance of Mrs. Wu    | Ben Wu             |       |
| 2024 | The Tiger's Apprentice          | Tom Lee            | Voz   |

### Televisión
| Año           | Título                          | Papel                 | Notas                             |
| ------------- | ------------------------------- | --------------------- | --------------------------------- |
| 2007          | Sesame Street                   | Chico de la bicicleta | Episodio: "Grouch News Network!"  |
| 2008          | My Name Is Earl                 | Dennis                | Episodio: "Joy in a Bubble"       |
| 2009          | Hasta que la muerte nos separe  | Ernie                 | Episodio: "The Ex-Factor"         |
| 2010          | Community                       | Abed's Chang          | Episodio: "Communication Studies" |
| 2010          | Everyday Kid                    | Mike Oh               | Película de televisión            |
| 2011–13       | Supah Ninjas                    | Connor                | Recurrente; 8 episodes            |
| 2011          | Workaholics                     | Niño punk             | Episodio: "Piss & Shit"           |
| 2012–13       | Incredible Crew                 | Varios papeles        | Protagonista; 13 episodios        |
| 2013          | Instant Mom                     | Owen                  | Episodio: "Not a Date"            |
| 2014          | Terry the Tomboy                | Napkin Rapkin         | Película de televisión            |
| 2014–2016     | From Dusk till Dawn: The Series | Scott Fuller          | Protagonista; 20 episodios        |
| 2017          | Teen Wolf                       | Jiang                 | Episodio: "Pressure Test"         |
| 2019–2020     | PEN15                           | Andy Kim              | 2 episodios                       |
| 2023–presente | Mech Cadets                     | Stanford Yu           | Protagonista; voz                 |